# VW Tera

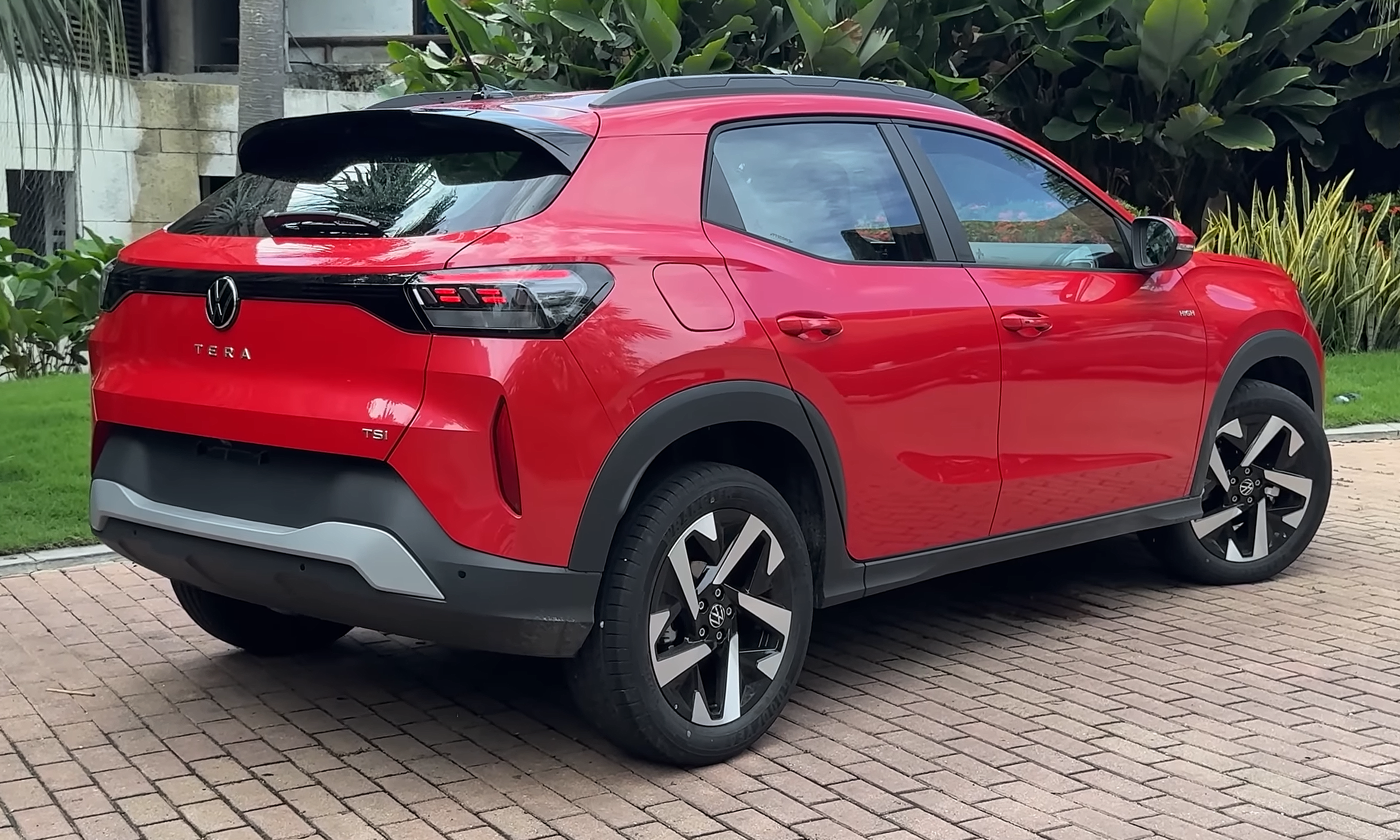
Heckansicht

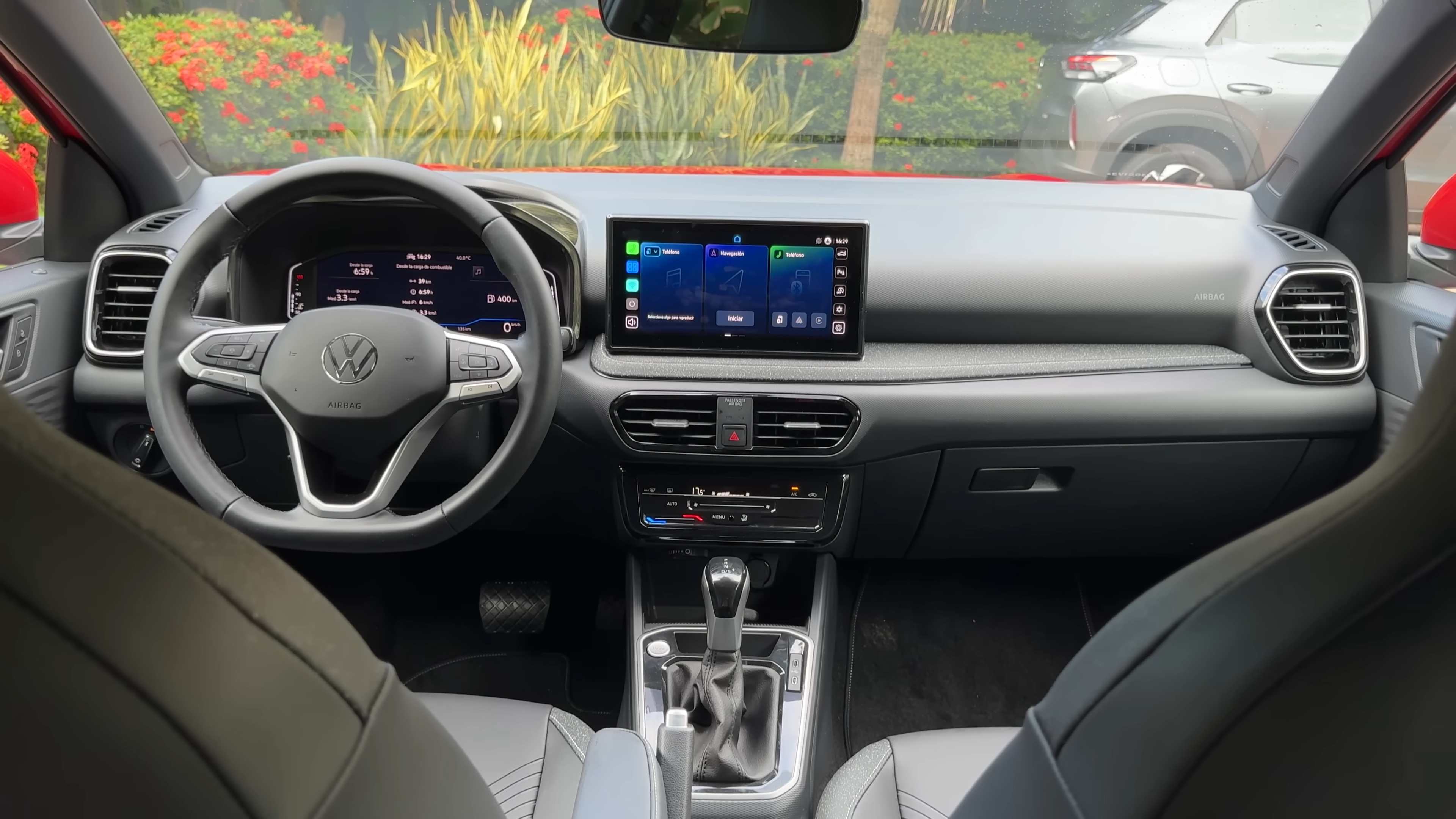
Innenansicht

Der VW Tera ist ein Sport Utility Vehicle von Volkswagen, das seit Mai 2025 in Brasilien verkauft wird.

## Geschichte
Im November 2024 gab Volkswagen bekannt, dass unter der Modellbezeichnung „Tera“ ab 2025 ein in Taubaté hergestelltes SUV unterhalb des T-Cross angeboten werden solle. Vorgestellt wurde das Fahrzeug im März 2025. Im Juni 2025 kam der Tera zunächst in Brasilien in den Handel. Im darauffolgenden Markt begann der Export in andere Länder Süd- und Mittelamerikas. Der Wagen wird als Konkurrenzmodell zum Fiat Pulse und zum Renault Kardian gehandelt.

## Technik
Der Wagen ist 4,15 Meter lang, 1,78 Meter breit und 1,50 Meter hoch. Der Radstand beträgt wie beim in Indien gefertigten Škoda Kylaq, mit dem der Tera eng verwandt ist, 2,57 Meter. Das Kofferraumvolumen wird mit 350 Liter angegeben.
Der Tera basiert auf dem Modularen Querbaukasten A0 der Volkswagen AG. Angetrieben wird er auf dem brasilianischen Markt von einem 1,0-Liter-Ottomotor mit drei Zylindern, der mit Saugrohreinspritzung maximal 62 kW (84 PS) und mit Turbolader 85 kW (116 PS) leistet. Beide Varianten sind für den in Brasilien weit verbreiteten Flexfuel-Betrieb mit Ethanol ausgelegt. In Argentinien gibt es auch einen 1,6-Liter-Ottomotor mit vier Zylindern und maximal 81 kW (110 PS).

## Technische Daten
|                            | 1.0 MPI                                            | 170 TSI                  | 1.0 TSI                                                 | 1.6 MSI               |
| Markt                      | Brasilien                                          | Argentinien              | Brasilien                                               | Argentinien           |
| Bauzeitraum                | seit 06/2025                                       | seit 08/2025             | seit 06/2025                                            | seit 08/2025          |
| Motorkenndaten             |                                                    |                          |                                                         |                       |
| Motorbaureihe              | VW EA211                                           | VW EA211                 | VW EA211                                                | VW EA111              |
| Motortyp                   | R3-Ottomotor                                       | R3-Ottomotor             | R3-Ottomotor                                            | R4-Ottomotor          |
| Motoraufladung             | —                                                  | Turbolader               | Turbolader                                              | —                     |
| Hubraum                    | 999 cm³                                            | 999 cm³                  | 999 cm³                                                 | 1598 cm³              |
| max. Leistung bei min−1    | 57 kW (77 PS) / 6450 Ethanol: 62 kW (84 PS) / 6450 | 74 kW (101 PS)           | 80 kW (109 PS) / 5000 Ethanol: 85 kW (116 PS) / 5000    | 81 kW (110 PS)        |
| max. Drehmoment bei min−1  | 92 Nm / 4000 Ethanol: 101 Nm / 3000                | 170 Nm / 1750–4250       | 165 Nm / 1750–4250 Ethanol: 165 Nm / 1750–4500          | 155 Nm / 4000         |
| Kraftübertragung           |                                                    |                          |                                                         |                       |
| Antrieb, serienmäßig       | Vorderradantrieb                                   | Vorderradantrieb         | Vorderradantrieb                                        | Vorderradantrieb      |
| Getriebe, serienmäßig      | 5-Gang-Schaltgetriebe                              | 6-Gang-Automatikgetriebe | 5-Gang-Schaltgetriebe                                   | 5-Gang-Schaltgetriebe |
| Getriebe, optional         | —                                                  | —                        | (6-Gang-Automatikgetriebe)                              | —                     |
| Messwerte                  |                                                    |                          |                                                         |                       |
| Höchstgeschwindigkeit      | 158 km/h Ethanol: 162 km/h                         | k. A.                    | 183 km/h Ethanol: 187 km/h (180 km/h Ethanol: 184 km/h) | k. A.                 |
| Beschleunigung, 0–100 km/h | 14,3 s Ethanol: 13,8 s                             | k. A.                    | 10,2 s Ethanol: 10,1 s (11,8 s Ethanol: 11,7 s)         | k. A.                 |
| Leergewicht                | 1078 kg                                            | k. A.                    | 1130 kg (1169 kg)                                       | k. A.                 |